# 폭죽

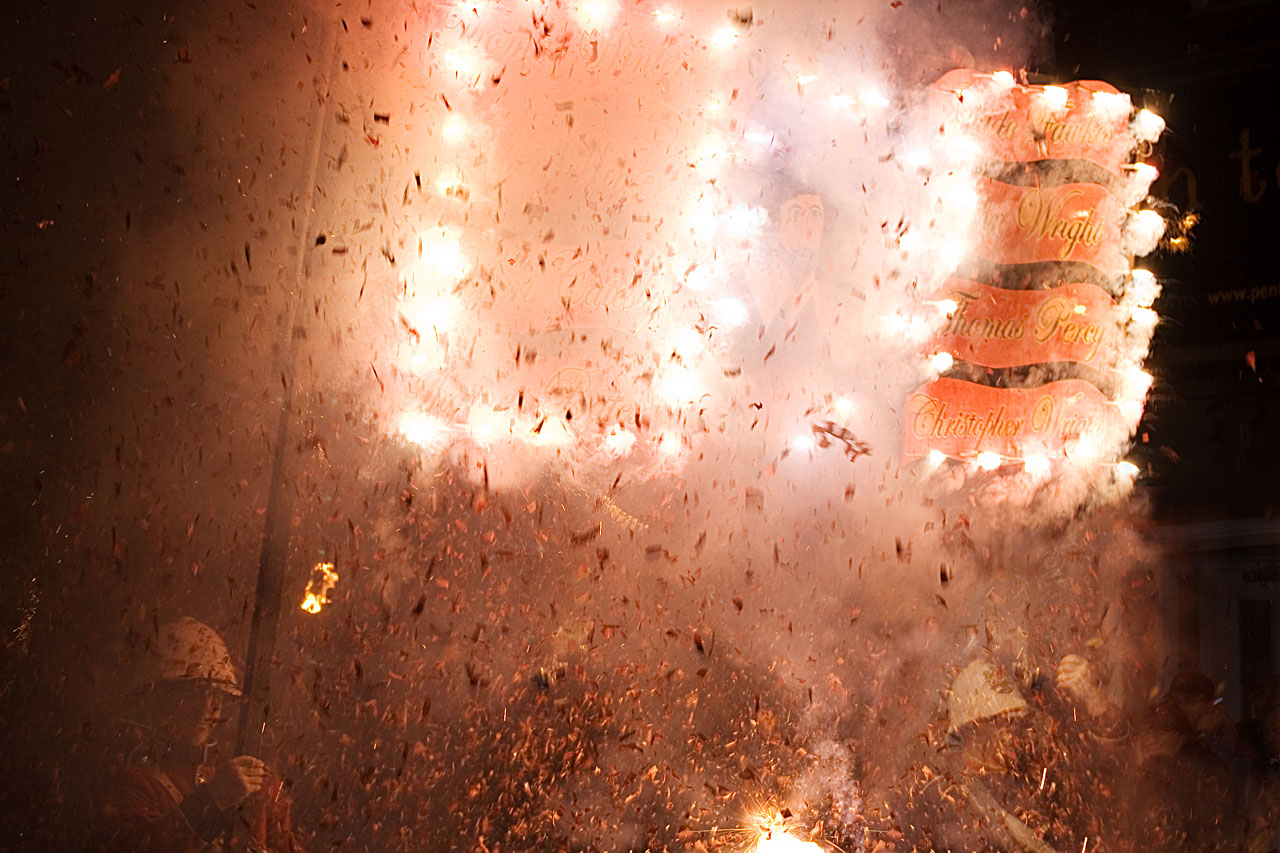
폭죽이 터지는 모습

폭죽(爆竹, 영어: firecracker)은 흑색화약을 쓴 제품으로서 내통이 공중에서 폭발하여 화약이 기하학적인 모습으로 연소하는 제품을 말한다.

## 폭죽의 일반적인 형태
폭죽은 일반적으로 지관과 내통으로 구성되어 있는데 지관은 하단이 흙이나 점토등과 같이 높은 온도에서도 연소(燃燒)하지 않는 물질로 막혀있고, 원통형의 지관(紙管)속에 내통(內桶)과 추진제가 들어 있는데 내통은 다진 화약과 연소하면서 빛을 내는 별(演出火藥)이 들어가 있고, 추진제로 흑색화약을 쓰며 지관옆에 도화선을 연결한 화학 공학품들을 말한다.

## 폭죽의 종류
폭죽은 크게 장난감 꽃불류와 꽃불류가 있다. 장난감 꽃불류는 장난감폭죽류(콩알탄), 스파클라(스파크가 일어나며 타들어가는 화약을 철사에 씌운 제품), 소형 분수류(불꽃이 분수처럼 올라오는 제품중 장난감꽃불류기준치를 통과한 경우), 로망캔들(바닷가 등에서 주로 쏘는 길다란 폭죽), 연발폭죽(약량이 15g 이하인 허가받은 연발제품), 단발폭죽(약량이 10g 이하인 허가받은 단발제품) 등이 있다. 모든 장난감 꽃불류는 손에 들고 사용해서는 안 되며, 의도적으로 사람을 향해 쏘거나 초목이라든가 건조물 등에 불을 지르면 상황에 따라 경·중범죄가 될 수 있다. 장난감 꽃불류 중에는 안전하지 못하거나 약량이 지나쳐 생산이 법으로 중단된 제품들도 있다. 폭죽은 인지도가 높은 인터넷사이트에서 사는 것이 비교적 저렴하고 안전하다.
꽃불류는 엑스포, 축제, 올림픽, 월드컵 등 대규모 행사에 쏘는 폭죽들로 마인, 장치연화, 타상연화 등이 있다. 마인은 무대화약으로 주로 쓰이며 여러개의 별들이 위로 폭음과 동시에 올라간다. 장치연화는 폭죽 여러개를 장치해서 연달아 터지게 만든 폭죽이다. 타상연화는 터질때 글자, 모양(캐릭터연화)들이 나타나거나, 원 형태로 규모가 상당히 큰 폭죽으로 내통이 구형태의 바가지이다 대표적으로 종류가 3인치보다 작은 것부터 20인치까지 다양하다

## 폭죽의 화약
폭죽의 재료에는 여러가지의 화약이 있는데, 추진제의 경우 흔히 흑색화약이 쓰이고, 내통이 폭발하면서 별의 점화용도로는 장치연화의 경우 플래싱파우더가 쓰이고 타상연화의 경우에는 할약이라고 불리는 흑색화약을 쓴다. 흔히 건파우더라고 불리는 화약은 소수의 폭죽에만 사용된다.

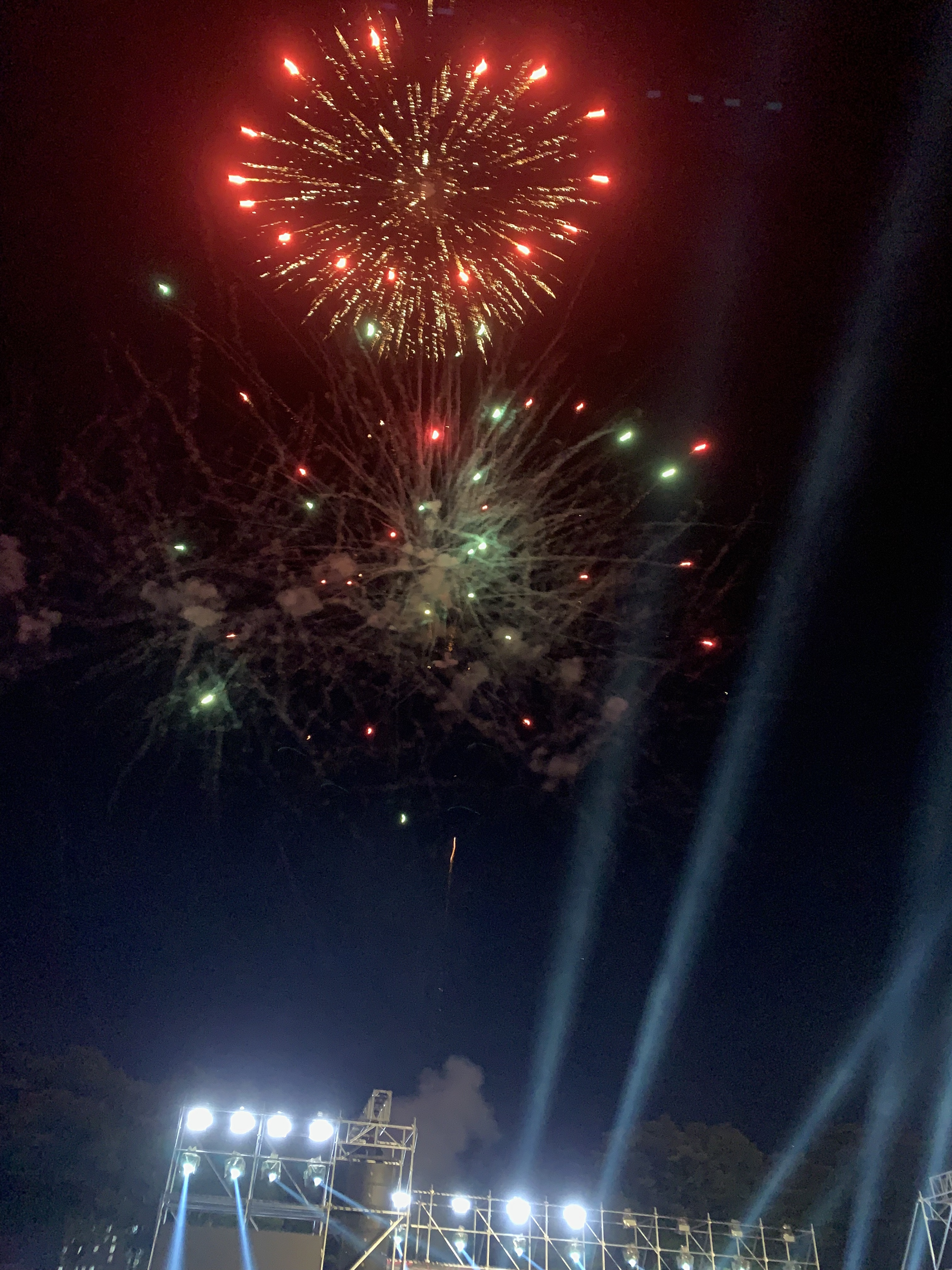
한양대 에리카 축제에서 터진 폭죽.